# Лоуренс, Фред
Фред Ло́уренс (англ. Fred Lawrence; 18 июня 1884 — 4 января 1964) — английский профессиональный игрок в снукер и английский бильярд. В 1928 году, на втором по счёту чемпионате мира (который проводился в Бирмингеме) Фред стал финалистом. Он обыграл Алека Мэнна, 12:11 и затем Тома Ньюмена, 12:7, но в решающем матче уступил своему соотечественнику, Джо Дэвису, со счётом 13:16. Позже Лоуренс ещё несколько раз достигал полуфинала на ЧМ (в 1929 и 1930 годах), но повторить своё достижение он так и не сумел. В последний раз Лоуренс принял участие в мировом первенстве в 1947 году.